# ‘Alī b. Muhammad al-Jurjāni
Ne pas confondre avec le grammairien du XIe siècle Abd al-Qahir Al-Jurjani.
‘Alī b. Muhammad al-Jurjāni naquit en 1339 à Tajū. On connaît de lui différents ouvrages sur des sujets aussi divers que la grammaire, la théologie et la spiritualité. Il mourut à Chiraz en 1413. Il fut surnommé as-Sayyid ash-Sharif.